# Istituto giuliano di storia, cultura e documentazione
L'Istituto giuliano di storia, cultura e documentazione di Trieste e Gorizia, è un’associazione impegnata nello studio e nella diffusione della cultura letteraria, artistica e musicale della Venezia Giulia, con apertura verso tutte le culture e le lingue presenti nell'estremo nord-est italiano, romanze e non, in "nobile emulazione con la friulanità". Nel quadro di questa attività l' I. G. ha proposto al pubblico ed agli studiosi opere mai pubblicate in Italia di Theodor Daübler e Alojzij Res, significativi inediti di autori locali (Francesco Macedonio, Racconti di Idria), importanti recuperi editoriali (Scipio Slataper, Fiabe e parabole e altri scritti per i bimbi), riflessioni di alto profilo sulla storia della Dalmazia (Adolfo Mussafia - Marcel Kušar, La letteratura della Dalmazia, 1892), bilanci di carattere complessivo sulle letterature e culture di area Alpe-Adria. 
L'I.G. stato fondato nel 1988 su iniziativa di Manlio Cecovini (1914-2010), politico e intellettuale triestino, sindaco di Trieste dal 1978 al 1983, e al quale si deve un particolare impulso all'attività editoriale dell'Istituto che conta ormai un catalogo notevole e che, giovandosi anche della collaborazione dell'Università di Trieste, diffonde le sue pubblicazioni di maggior interesse storico e critico-letterario presso biblioteche e istituti universitari in Italia e all'estero. Dal 1988 al 2008 l’Istituto Giuliano ha pubblicato una rivista di varia umanità, Il banco di lettura,diretta da Tino Sangiglio, grecista, e Mariuccia Coretti, poetessa. Si sono avvicendati alla presidenza dell’Istituto: Antonio Scarano, Manlio Cecovini, Tino Sangiglio, Dario Padovani, Fulvio Senardi.

## Opere
- Silvio Benco, «Nocchiero spirituale» di Trieste, a cura di F. Senardi, 2010.[10]

- Theodor Daübler, Siora Maddalena, 2011, trad. di M. Magris, con contributi di A. Napolitano e L. Rega.

- Scipio Slataper, Il suo tempo, la sua città, a cura di F. Senardi, 2013.

- Scipio Slataper, Fiabe e parabole e altri scritti per i bimbi, a cura di L.Tommasini, 2014.

- Leo Valiani - Atti del Convegno, a cura di E. Serra, 2014.

- Profeti inascoltati. Il pacifismo alla prova della Grande Guerra, a cura di F. Senardi,2015.

- Francesco Macedonio, Racconti di Idria, 2015, a cura di W. Chiereghin.

- Adolfo Mussafia - Marcel Kušar, La letteratura della Dalmazia (1892), a cura di A. Brambilla e F. Senardi, 2016.

- Nel mondo di Saba: «le Scorciatoie di un poeta saggio», a cura di F. Senardi, 2018.

- Adriatico in fiamme. Tracce e memoria della Grande Guerra negli scrittori giuliani, a cura di F. Senardi, 2019.

- Alojzij Res, Dall'Isonzo. Diario di impressioni e sentimenti, trad., note e commento di R. Castellini, 2021.

- Che schiava di Roma iddio la creò. L'impronta del classico nella poesia giuliana dall'epoca asburgica al secondo Novecento, a cura di F. Senardi, 2022.